# Họ Nhái bầu
Họ Nhái bầu (danh pháp khoa học: Microhylidae) là một họ ếch nhái phân bố phổ biến. Hiện tại người ta công nhận 487 loài trong 68 chi (trong 11 phân họ và 12 chi không xếp trong phân họ nào), đó là con số lớn nhất về số chi của bất kỳ họ ếch nhái nào. Như tên gọi khoa học của nó đã chỉ ra (micro nghĩa là nhỏ), các loài ếch nhái thuộc họ này chủ yếu có kích thước nhỏ. Nhiều loài dài dưới 1,5 cm, mặc dù một số loài lớn dài 9 cm. Chúng có thể sống trên cây hoặc trên mặt đất, và một số sống ở gần khu vực có nước.

## Phân loại
Trước sửa đổi lớn năm 2006 của Frost và ctv thì họ này chia ra thành các phân họ như sau:
- Asterophryinae
- Brevicipitinae
- Cophylinae
- Dyscophinae
- Genyophryninae
- Melanobatrachinae
- Microhylinae
- Phrynomerinae
- Scaphiophryninae

Sửa đổi năm 2006 tách phân họ Brevicipitinae (5 chi, 31 loài) ra thành họ Brevicipitidae, và chia phần còn lại thành các phân họ và các chi không xếp trong phân họ nào như sau:
- Adelastes Zweifel, 1986[4]: 1 loài.
- Altigius Wild, 1995[4]: 2 loài.
- Arcovomer Carvalho, 1954[4]: 2 loài.
- Gastrophrynoides Noble, 1926[4]: 2 loài.
- Hyophryne Carvalho, 1954[4]: 1 loài.
- Melanophryne Lehr and Trueb, 2007[4]: 2 loài.
- Myersiella Carvalho, 1954[4]: 1 loài.
- Phrynella Boulenger, 1887[4]: 1 loài.
- Relictivomer Carvalho, 1954[4]: 1 loài.
- Stereocyclops Cope, 1870[4]: 2 loài.
- Synapturanus Carvalho, 1954[4]: 3 loài.
- Syncope Walker, 1973[4]: 3 loài.
- Asterophryinae Günther, 1858: 22 chi, 248 loài. Là Asterophryinae cũ (7 chi) cộng với toàn bộ Genyophryninae cũ (11 chi) và 4 chi mới miêu tả năm 2009 và 2010 là Metamagnusia, Oninia, Paedophryne, Pseudocallulops (không có trong phân loại của Frost và ctv (2006)). Chi Xenobatrachus của phân họ Asterophryinae cũ hiện nay coi là đồng nghĩa của chi Xenorhina.
- Cophylinae Cope, 1889: 7 chi, 57 loài. Không thay đổi.
- Dyscophinae Boulenger, 1882: 1 chi, 3 loài. Chỉ còn Dyscophus. Chi Calluella với 7 loài chuyển sang phân họ Microhylinae.
- Gastrophryninae Fitzinger, 1843: 9 chi, 52 loài. Tách ra từ một phần của phân họ Microhylinae cũ.
- Hoplophryninae Noble, 1931: 2 chi, 3 loài. Tách 2 chi Hoplophryne và Parhoplophryne ra từ phân họ Melanobatrachinae cũ.
- Kalophryninae Mivart, 1869: 1 chi, 16 loài. Tách chi Kalophrynus từ phân họ Microhylinae cũ.
- Melanobatrachinae Noble, 1931: 1 chi, 1 loài. Chỉ còn lại chi Melanobatrachus so với phân họ Melanobatrachinae cũ.
- Microhylinae Günther, 1858: 9 chi, 70 loài. Giảm 23 chi (gồm 12 chi không xếp trong phân họ nào, 9 chi chuyển sang Gastrophryninae, 1 chi sang Kalophryninae và 1 chi sang Otophryninae, 3 phân họ mới lập) so với phân họ Microhylinae cũ. Thêm chi Calluella lấy từ phân họ Dyscophinae cũ.
- Otophryninae Wassersug & Pyburn, 1987: 1 chi, 3 loài. Tách chi Otophryne ra khỏi phân họ Microhylinae cũ.
- Phrynomerinae Noble, 1931: 1 chi, 5 loài. Không đổi so với phân họ Phrynomerinae cũ.
- Scaphiophryninae Laurent, 1946: 2 chi, 10 loài. Không đổi so với phân họ Scaphiophryninae cũ.

## Phát sinh chủng loài
Cây phát sinh chủng loài dưới đây lấy theo Van der Meijden và ctv (2007)

|  | Phrynomerinae   |
|  |                 |
|  | Gastrophryninae |
|  |                 |

|  | Hoplophryninae                                                  |
|  |                                                                 |
|  | \| \| Scaphiophryninae \| \| \| \| \| \| Cophylinae \| \| \| \| |
|  |                                                                 |
|  | Scaphiophryninae                                                |
|  |                                                                 |
|  | Cophylinae                                                      |
|  |                                                                 |

|  | Scaphiophryninae |
|  |                  |
|  | Cophylinae       |
|  |                  |

|  | Asterophryinae                                               |
|  |                                                              |
|  | \| \| Dyscophinae \| \| \| \| \| \| Microhylinae \| \| \| \| |
|  |                                                              |
|  | Dyscophinae                                                  |
|  |                                                              |
|  | Microhylinae                                                 |
|  |                                                              |

|  | Dyscophinae  |
|  |              |
|  | Microhylinae |
|  |              |

|  | Hoplophryninae                                                  |
|  |                                                                 |
|  | \| \| Scaphiophryninae \| \| \| \| \| \| Cophylinae \| \| \| \| |
|  |                                                                 |
|  | Scaphiophryninae                                                |
|  |                                                                 |
|  | Cophylinae                                                      |
|  |                                                                 |

|  | Scaphiophryninae |
|  |                  |
|  | Cophylinae       |
|  |                  |

|  | Asterophryinae                                               |
|  |                                                              |
|  | \| \| Dyscophinae \| \| \| \| \| \| Microhylinae \| \| \| \| |
|  |                                                              |
|  | Dyscophinae                                                  |
|  |                                                              |
|  | Microhylinae                                                 |
|  |                                                              |

|  | Dyscophinae  |
|  |              |
|  | Microhylinae |
|  |              |

|  | Hoplophryninae                                                  |
|  |                                                                 |
|  | \| \| Scaphiophryninae \| \| \| \| \| \| Cophylinae \| \| \| \| |
|  |                                                                 |
|  | Scaphiophryninae                                                |
|  |                                                                 |
|  | Cophylinae                                                      |
|  |                                                                 |

|  | Scaphiophryninae |
|  |                  |
|  | Cophylinae       |
|  |                  |

|  | Asterophryinae                                               |
|  |                                                              |
|  | \| \| Dyscophinae \| \| \| \| \| \| Microhylinae \| \| \| \| |
|  |                                                              |
|  | Dyscophinae                                                  |
|  |                                                              |
|  | Microhylinae                                                 |
|  |                                                              |

|  | Dyscophinae  |
|  |              |
|  | Microhylinae |
|  |              |

|  | Hoplophryninae                                                  |
|  |                                                                 |
|  | \| \| Scaphiophryninae \| \| \| \| \| \| Cophylinae \| \| \| \| |
|  |                                                                 |
|  | Scaphiophryninae                                                |
|  |                                                                 |
|  | Cophylinae                                                      |
|  |                                                                 |

|  | Scaphiophryninae |
|  |                  |
|  | Cophylinae       |
|  |                  |

|  | Asterophryinae                                               |
|  |                                                              |
|  | \| \| Dyscophinae \| \| \| \| \| \| Microhylinae \| \| \| \| |
|  |                                                              |
|  | Dyscophinae                                                  |
|  |                                                              |
|  | Microhylinae                                                 |
|  |                                                              |

|  | Dyscophinae  |
|  |              |
|  | Microhylinae |
|  |              |

|  | Phrynomerinae   |
|  |                 |
|  | Gastrophryninae |
|  |                 |

|  | Hoplophryninae                                                  |
|  |                                                                 |
|  | \| \| Scaphiophryninae \| \| \| \| \| \| Cophylinae \| \| \| \| |
|  |                                                                 |
|  | Scaphiophryninae                                                |
|  |                                                                 |
|  | Cophylinae                                                      |
|  |                                                                 |

|  | Scaphiophryninae |
|  |                  |
|  | Cophylinae       |
|  |                  |

|  | Asterophryinae                                               |
|  |                                                              |
|  | \| \| Dyscophinae \| \| \| \| \| \| Microhylinae \| \| \| \| |
|  |                                                              |
|  | Dyscophinae                                                  |
|  |                                                              |
|  | Microhylinae                                                 |
|  |                                                              |

|  | Dyscophinae  |
|  |              |
|  | Microhylinae |
|  |              |

|  | Hoplophryninae                                                  |
|  |                                                                 |
|  | \| \| Scaphiophryninae \| \| \| \| \| \| Cophylinae \| \| \| \| |
|  |                                                                 |
|  | Scaphiophryninae                                                |
|  |                                                                 |
|  | Cophylinae                                                      |
|  |                                                                 |

|  | Scaphiophryninae |
|  |                  |
|  | Cophylinae       |
|  |                  |

|  | Asterophryinae                                               |
|  |                                                              |
|  | \| \| Dyscophinae \| \| \| \| \| \| Microhylinae \| \| \| \| |
|  |                                                              |
|  | Dyscophinae                                                  |
|  |                                                              |
|  | Microhylinae                                                 |
|  |                                                              |

|  | Dyscophinae  |
|  |              |
|  | Microhylinae |
|  |              |

|  | Hoplophryninae                                                  |
|  |                                                                 |
|  | \| \| Scaphiophryninae \| \| \| \| \| \| Cophylinae \| \| \| \| |
|  |                                                                 |
|  | Scaphiophryninae                                                |
|  |                                                                 |
|  | Cophylinae                                                      |
|  |                                                                 |

|  | Scaphiophryninae |
|  |                  |
|  | Cophylinae       |
|  |                  |

|  | Asterophryinae                                               |
|  |                                                              |
|  | \| \| Dyscophinae \| \| \| \| \| \| Microhylinae \| \| \| \| |
|  |                                                              |
|  | Dyscophinae                                                  |
|  |                                                              |
|  | Microhylinae                                                 |
|  |                                                              |

|  | Dyscophinae  |
|  |              |
|  | Microhylinae |
|  |              |

|  | Hoplophryninae                                                  |
|  |                                                                 |
|  | \| \| Scaphiophryninae \| \| \| \| \| \| Cophylinae \| \| \| \| |
|  |                                                                 |
|  | Scaphiophryninae                                                |
|  |                                                                 |
|  | Cophylinae                                                      |
|  |                                                                 |

|  | Scaphiophryninae |
|  |                  |
|  | Cophylinae       |
|  |                  |

|  | Asterophryinae                                               |
|  |                                                              |
|  | \| \| Dyscophinae \| \| \| \| \| \| Microhylinae \| \| \| \| |
|  |                                                              |
|  | Dyscophinae                                                  |
|  |                                                              |
|  | Microhylinae                                                 |
|  |                                                              |

|  | Dyscophinae  |
|  |              |
|  | Microhylinae |
|  |              |